# Divisions administratives de la république des Deux Nations

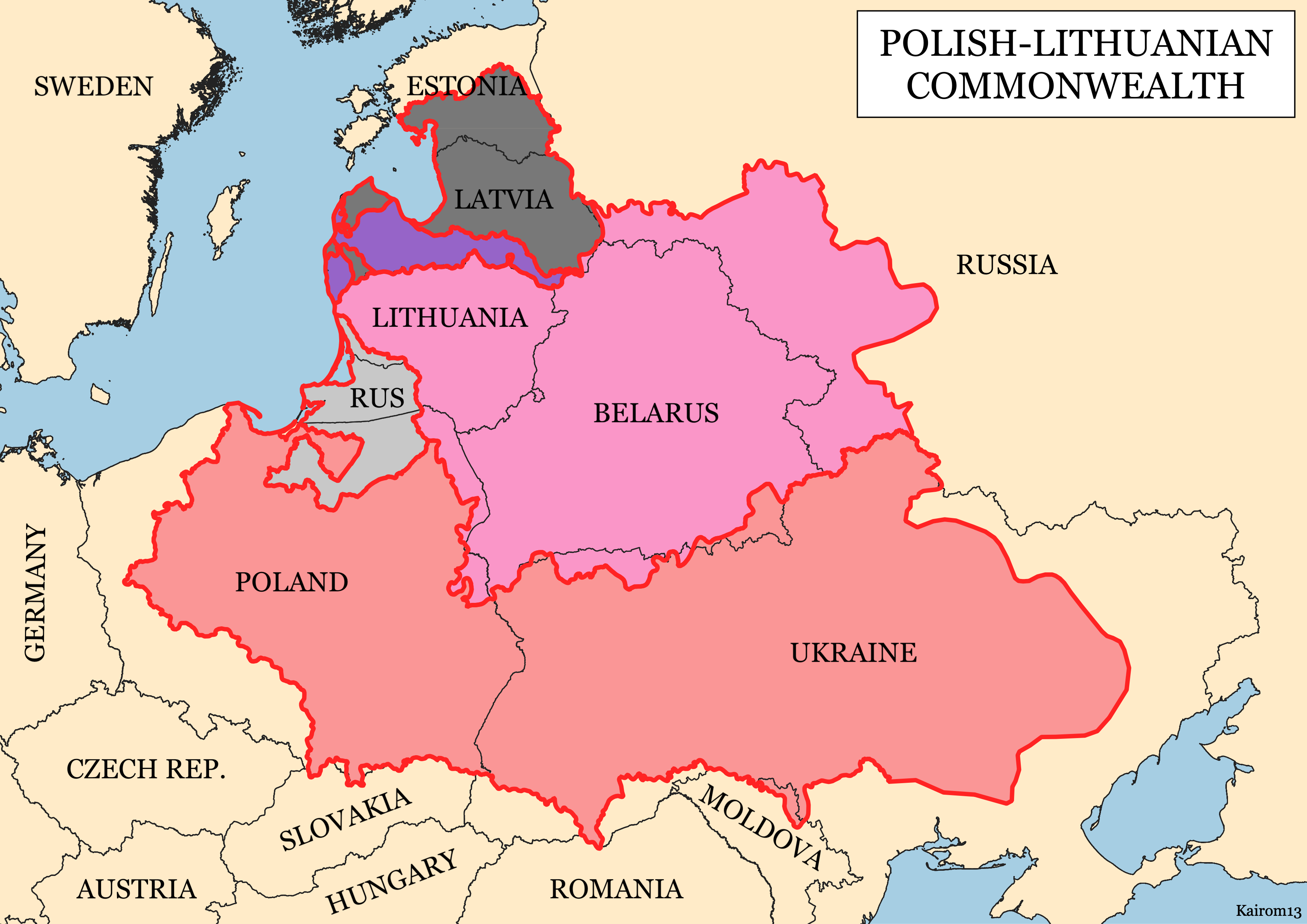
Les grandes divisions de la république des Deux Nations au moment du traité de Déoulino (1618), surimposées sur les frontières actuelles. En rouge la Couronne polonaise, en rose le grand-duché de Lituanie, en gris clair le duché de Prusse, en violet le duché de Courlande et Sémigalle, et en gris foncé le duché de Livonie.

Les grandes divisions (ou provinces) de la république des Deux Nations : en violet la Grande-Pologne, en vert la Petite-Pologne, en jaune la Lituanie, et en rose la Prusse et la Livonie.

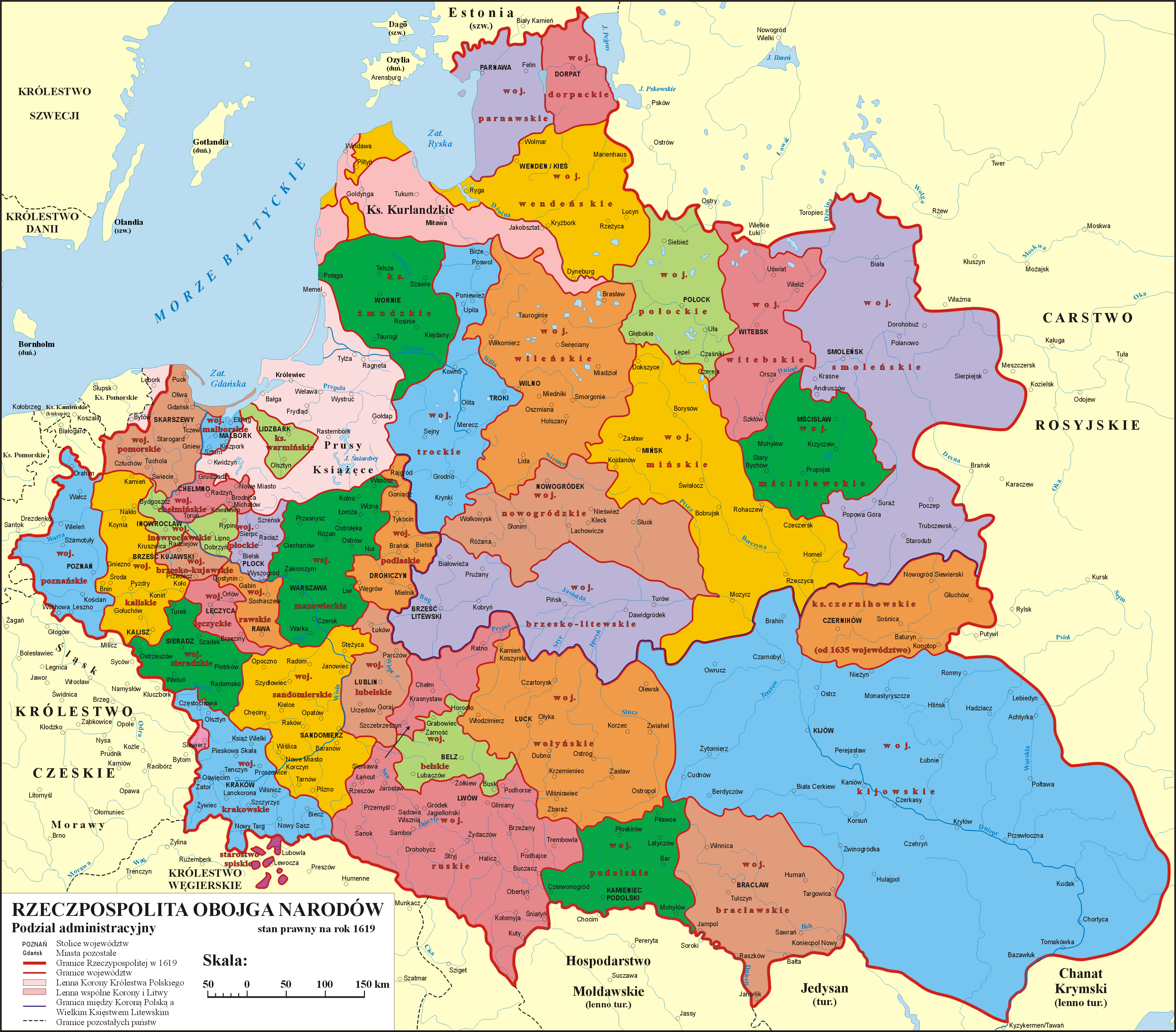
Divisions administratives de la république des Deux Nations lors de son apogée territorial (1618-1648).

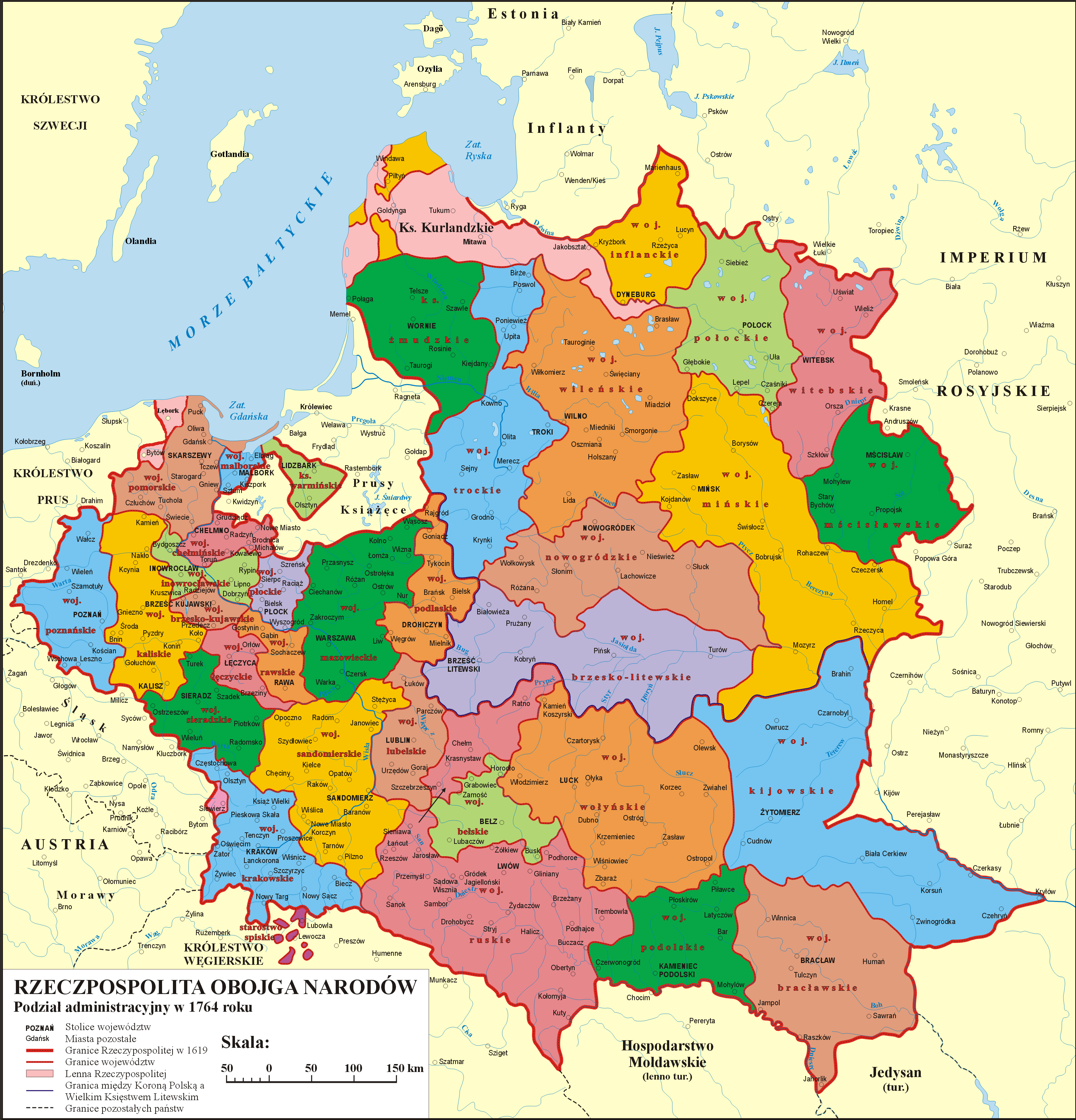
Divisions administratives de la république des Deux Nations après les pertes territoriales du XVIIe siècle (1668-1672 et 1699-1772).

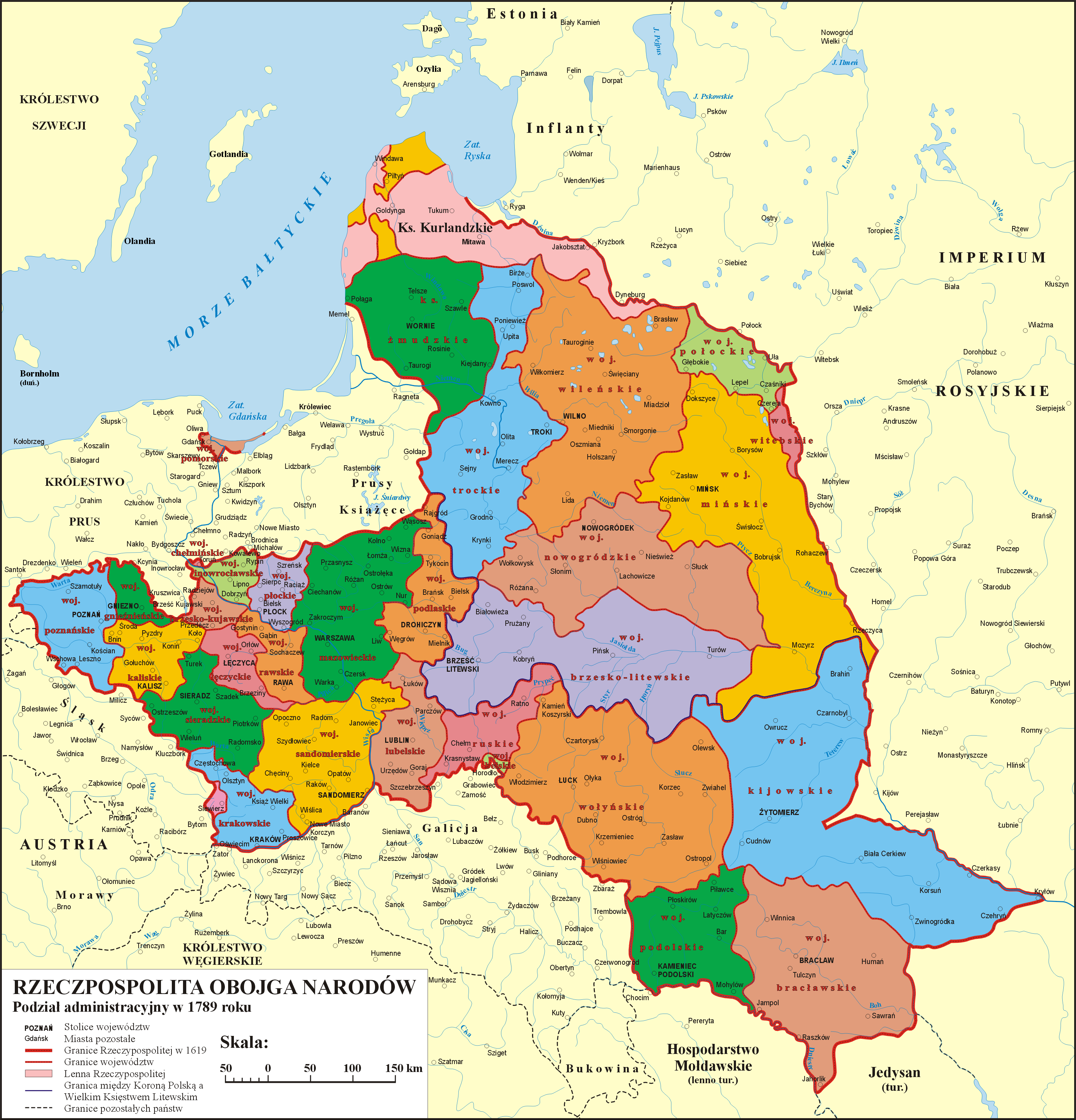
Divisions administratives de la république des Deux Nations après le premier partage de la Pologne (1773-1793).

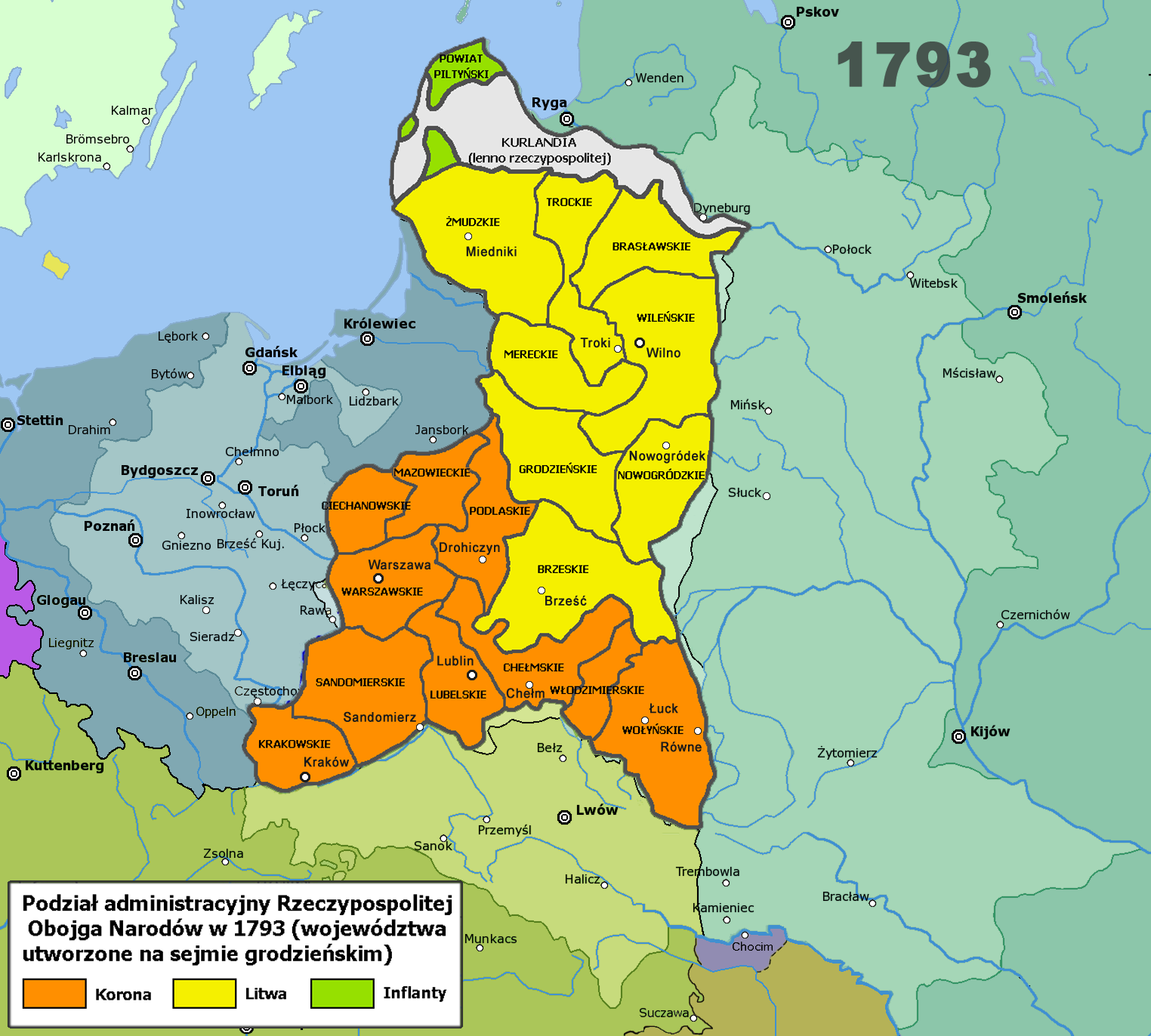
Divisions administratives de la république des Deux Nations après le deuxième partage de la Pologne (1793-1795)

Les divisions administratives de la république des Deux Nations ont évolué tout au cours de son existence, de la signature de l'union de Lublin au troisième partage de la Pologne.
Les territoires qui appartenaient autrefois à la république des Deux Nations sont désormais répartis entre plusieurs pays d'Europe centrale, orientale et septentrionale : la Pologne (à l'exception de la Poméranie occidentale et de la Silésie), la Lituanie, la Lettonie, la Biélorussie, la majeure partie de l'Ukraine, certaines parties de la Russie, la moitié sud de l'Estonie, et quelques territoires de moindre importance en Slovaquie, en Roumanie, et en Moldavie.

## Terminologie
Alors que le terme de « Pologne » était couramment utilisé pour désigner l'ensemble du régime, la Pologne n'était en fait qu'une partie d'un ensemble plus vaste — la république des Deux Nations, qui comprenait principalement deux parties :
- la couronne du royaume de Pologne (la Pologne proprement dite), familièrement dite « la Couronne » ; et
- le grand-duché de Lituanie, familièrement la « Lituanie ».

La Couronne comprenait à son tour deux prowincjas (grandes provinces) : la Grande Pologne et la Petite Pologne. Celles-ci et une troisième province, le grand-duché de Lituanie, étaient les trois seules régions à être réellement désignées sous le terme de « provinces ». La République était ensuite divisée en unités administratives plus petites appelées voïvodies (en polonais województwa — la traduction « palatinats » est également rencontrée). Chaque voïvodie était gouvernée par un voïvode (gouverneur). Les voïvodies étaient elles-mêmes divisées en powiats (souvent traduits par « comtés »), gouvernés par un Staroste (starosta generalny ou grodowy). Les villes étaient gouvernées par des châtelains. Il y avait de fréquentes exceptions à ces règles, impliquant souvent une autre sous-unité administrative, la terre (Ziemia) : pour plus de détails sur la structure administrative de la République, voyez l'article sur l'Administration de la république des Deux Nations.
Le domaine royal (Królewszczyzna) est également divisé en starosties (starostwa), chacune étant gouvernée par un starosta niegrodowy.

## Division administrative
Par provinces, voïvodies et petites entités.
| Division par provinces      | Capitale  | Année de création | Nombre de voïvodies | Superficie (km 2)  |
| --------------------------- | --------- | ----------------- | ------------------- | ------------------ |
| République des Deux Nations | Varsovie  | 1569              | 42                  | 990 000 km2 (1618) |
| Grande-Pologne              | Poznań    | 1347              | 13 puis 14          | ?                  |
| Petite-Pologne              | Cracovie  | 1347              | 11                  | ?                  |
| Lituanie                    | Vilnius   | 1236              | 10                  | 320 000 km2        |
| Livonie polonaise           | Dunabourg | 1620              | 4                   | 12 000 km2         |

### Couronne du royaume de Pologne
La Couronne du royaume de Pologne, ou simplement et familièrement la Couronne (Korona) est le nom des territoires sous administration directe polonaise à l'époque du royaume de Pologne jusqu'à la fin du Commonwealth polono-lituanien en 1795.
| Voïvodies après 1569        | Capitale                                 | Année de création | Nombre de powiats (comtés) | Superficie (km 2) |
| --------------------------- | ---------------------------------------- | ----------------- | -------------------------- | ----------------- |
| Voïvodie de Bełz            | Bełz (Belz)                              | 1462              | 4 powiats                  | 9 000             |
| Voïvodie de Bracław         | Bracław (Bratslav)                       | 1569              | 2 powiats                  | 31 500            |
| Voïvodie de Brześć Kujawski | Brześć Kujawski                          | XIVe siècle       | 5 powiats                  | 3 000             |
| Voïvodie de Cracovie        | Cracovie                                 | XIVe siècle       | 4 powiats                  | 17 500            |
| Voïvodie de Culm            | Chełmno                                  | 1466              | 2 powiats et 7 comtés      | 4 654             |
| Voïvodie de Czernihów       | Czernihów (Tchernihiv)                   | 1635              | 2 powiats                  | ?                 |
| Voïvodie de Gniezno         | Gniezno                                  | 1768              | 3 powiats                  | 7 500             |
| Voïvodie d'Inowrocław       | Inowrocław                               | 1364              | 1 powiat                   | 5 877             |
| Voïvodie de Kalisz          | Kalisz                                   | 1314              | 6 powiats                  | 15 000            |
| Voïvodie de Kijów           | Kijów (Kiev) puis Jytomyr                | 1471              | 3 powiats                  | 200 000           |
| Voïvodie de Lublin          | Lublin                                   | 1474              | 3 powiats                  | 10 000            |
| Voïvodie de Łęczyca         | Łęczyca                                  | 1772              | 3 powiats                  | 4 000             |
| Voïvodie de Malbork         | Malbork                                  | 1466              | 4 powiats                  | 2 000             |
| Voïvodie de Mazovie         | Varsovie                                 | 1526              | 23 powiats                 | 23 000            |
| Voïvodie de Podolie         | Kamieniec Podolski (Kamianets-Podilskyï) | 1434              | 3 powiats                  | 17 750            |
| Voïvodie de Poméranie       | Skarszewy                                | 1454              | 11 powiats                 | 12 907            |
| Voïvodie de Poznań          | Poznań                                   | XIVe siècle       | 4 powiats                  | 15 500            |
| Voïvodie de Płock           | Płock                                    | 1495              | 8 powiats                  | 3 500             |
| Voïvodie de Podlachie       | Drohiczyn                                | 1513              | 3 powiats                  | ?                 |
| Voïvodie de Rawa            | Rawa Mazowiecka                          | 1462              | 6 powiats                  | 6 000             |
| Voïvodie de Ruthénie        | Lwów (Lviv)                              | 1434              | 13 powiats                 | 83 000            |
| Voïvodie de Sandomierz      | Sandomierz (Sandomir)                    | XIVe siècle       | 6 powiats                  | 24 000            |
| Voïvodie de Sieradz         | Siéradz                                  | 1339              | 4 powiats                  | 10 000            |
| Voïvodie de Volhynie        | Łuck (Loutsk)                            | 1569              | 3 powiats                  | 38 000            |

Il existait deux entités ecclésiastiques importantes avec un haut degré d'autonomie au sein de la Couronne de Pologne : le duché de Siewierz et le prince-évêché de Warmie.
Les fiefs de la couronne de Pologne comprenaient les districts de Lauenburg et de Bütow et deux condominiums polono-lituaniens : le duché de Livonie et le duché de Courlande et Sémigallie.
Certaines enclaves de la région hongroise de Spisz faisaient également partie de la Pologne (en application du traité de Lubowla).

### Grand-duché de Lituanie
Le grand-duché de Lituanie, ou simplement et familièrement la Lituanie (Lietuva), est le nom des territoires sous administration lituanienne directe pendant au temps de la période d'indépendance du grand-duché et jusqu'au troisième partage de la Pologne en 1795.
À la veille de la signature de l'union de Lublin (1569), quatre voïvodies du grand-duché de Lituanie (Kiev, voïvodie de Podlachie, Bracław et voïvodie de Volhynie) ont été transférées à la Couronne polonaise par ordre direct de Sigismond II Auguste ; et le duché de Livonie, acquis en 1561, est devenu un condominium de la Lituanie et de la Pologne. Le duché de Courlande et Sémigalle était une autre copropriété des deux États.
Après 1569, la Lituanie avait huit voïvodies et une starostie :
| Voïvodies après 1569        | Capitale                        | Année de création | Nombre de powiats (comtés) | Superficie (km 2) |
| --------------------------- | ------------------------------- | ----------------- | -------------------------- | ----------------- |
| Voïvodie de Brześć Litewski | Brześć Litewski (Brest-Litovsk) | 1566              | 2 powiats                  | 40 600            |
| Voïvodie de Minsk           | Minsk Litewski (Minsk)          | 1566              | 3 powiats                  | 55 500            |
| Voïvodie de Mścisław        | Mścisław (Mstsislaw)            | 1566              | 1 powiat                   | 22 600            |
| Voïvodie de Nowogródek      | Nowogródek (Novogrudok)         | 1507              | 3 powiats                  | 33 200            |
| Voïvodie de Połock          | Połock (Polotsk)                | 1504              | 1 powiat                   | 21 800            |
| Starostie de Samogitie      | Rosienie (Raseiniai)            | 1411              | 1 powiat                   | 23 300            |
| Voïvodie de Smolensk        | Smolensk                        | 1611              | 2 powiats                  | ?                 |
| Voïvodie de Troki           | Troki (Trakai)                  | 1413              | 4 powiats                  | 31 100            |
| Voïvodie de Wilno           | Wilno (Vilnius)                 | 1413              | 5 powiats                  | 44 200            |
| Voïvodie de Witebsk         | Witebsk (Vitebsk)               | 1511              | 2 powiats                  | 24 600            |

### Fiefs

#### Duché de Prusse (1569–1657)
Le duché de Prusse était un duché situé aux emplacements des actuelles enclave de Kaliningrad et voïvodie de Varmie-Mazurie. En 1525, lors de la Réforme protestante, le grand maître des chevaliers teutoniques, Albert de Hohenzollern, sécularise l'État monastique des chevaliers Teutoniques, devenant Albert, duc de Prusse. Son duché, qui avait sa capitale à Königsberg (Kaliningrad), fut érigé en fief de la couronne de Pologne, comme l'avait été la Prusse teutonique depuis la seconde paix de Thorn en octobre 1466. Ce traité avait mis fin à la Guerre de Treize Ans et prévoyait la cession par l'Ordre à la couronne polonaise de ses droits sur la moitié Ouest de ses territoires — qui devint la province de Prusse royale — tandis que la moitié Est devenait un fief de la Pologne. Au XVIIe siècle, le roi Jean II Casimir de Pologne a proposé à Frédéric-Guillaume de recouvrer la pleie suzeraineté sur le duché de Prusse en échange de son soutien à la Pologne contre la Suède. Le 29 juillet 1657, ils signèrent le traité de Wehlau à Wehlau (aujourd'hui Znamensk), par lequel Frédéric-Guillaume renonçait à une précédente alliance suédo-prussienne et Jean-Casimir reconnaissait la pleine souveraineté de Frédéric-Guillaume sur le duché de Prusse. Indirectement, le traité de Wehlau permit au Duché de Prusse d'être élevé au rang de royaume en 1701.

#### Duché de Livonie (Inflanty) (1569–1772)
Ne doit pas être confondu avec Voïvodie d'Inflanty.
Le duché de Livonie était un territoire du grand-duché de Lituanie — et plus tard un condominium de la Couronne polonaise et du grand-duché de Lituanie. Il se situait sur un territoire correspondant à peu près à l'Est de la Lettonie et au Sud de l'Estonie actuelles, et correspondait aux territoires de la Confédération livonienne conquis par la Lituanie à l'issue du traité de Vilnius (1561).
Le duché de Livonie a par la suite été partagé en quatre voïvodies :
- voïvodie de Wenden (capitale : Wenden)
- voïvodie de Dorpat (capitale : Dorpat)
- voïvodie de Pärnu (capitale : Pärnu)
- voïvodie d'Inflanty (capitale : Dunabourg)
  - Laquelle comprenait elle-même le powiat de Pilten (capitale : Aizpute).

#### Duché de Courlande et Sémigalle (Courlande) (1562–1791)
Le duché de Courlande et Sémigalle est un duché qui a existé de 1562 à 1791 en tant qu'État vassal du grand-duché de Lituanie et plus tard de la république des Deux Nations. Il correspondait à peu près à l'Ouest de la Lettonie actuelle. En 1791, il obtint son indépendance totale, mais le 28 mars 1795, il fut annexé par l'Empire russe en même temps que les provinces orientales de la République lors du troisième partage de la Pologne. Le duché avait également des colonies à Tobago et en Gambie, faisant indirectement de la Pologne-Lituanie une puissance coloniale. Les colonies courlandaises étaient les suivantes :
- la Nouvelle-Courlande (pl), sur le territoire de l'actuelle île de Tobago ;
- l'Île James, appartenant actuellement à la Gambie.

### Protectorats
- Duché d'Opole : apanage des rois de Pologne de 1645 à 1666 ; ceux-ci étaient également ducs d'Opole sur cette période[6].
- Principauté de Moldavie : vassale de la Pologne de 1387 à 1499 et de 1597 à 1623.

## Hiérarchie protocolaire des voïvodies
Les voïvodies — et les voïvodes — de la république des Deux Nations étaient agencées selon une hiérarchie protocolaire très stricte. La liste ci-dessous donne à voir cette hiérarchie, les voïvodies étant classées par ordre d'importance : 
- 1. Voïvodie de Cracovie
- 2. Voïvodie de Poznań
- 3. Voïvodie de Wilno
- 4. Voïvodie de Sandomir
- 5. Voïvodie de Troki
- 6. Voïvodie de Kalisz
- 7. Voïvodie de Sieradz
- 8. Voïvodie de Łęczyca
- 9. Starostie de Samogitie
- 10. Voïvodie de Brześć Kujawski
- 11. Voïvodie de Kijów
- 12. Voïvodie d'Inowrocław
- 13. (Aucune voïvodie ne s'est vu attribuer le numéro 13.)
- 14. Voïvodie de Volhynie
- 15. Voïvodie de Podolie
- 16. Voïvodie de Smolensk
- 17. Voïvodie de Lublin
- 18. Voïvodie d'Inflanty
- 19. Voïvodie de Bełz
- 20. Voïvodie de Nowogródek
- 21. Voïvodie de Płock
- 22. Voïvodie de Witebsk
- 23. Voïvodie de Mazovie
- 24. Voïvodie de Rawa
- 25. Voïvodie de Podlachie
- 26. Voïvodie de Brześć Litewski
- 27. Voïvodie de Culm
- 28. Voïvodie de Mścisław
- 29. Voïvodie de Malbork
- 30. Voïvodie de Bracław
- 31. Voïvodie de Poméranie
- 32. Voïvodie de Minsk
- 33. Voïvodie de Czernihów

## Réformes de la Diète de Grodno de 1793
À la suite des pertes territoriales du Deuxième partage de la Pologne, la Diète de Grodno de 1793 a introduit une nouvelle division administrative (l'italique marque les nouvelles voïvodies) :
- dans la Couronne : voïvodie de Chełm, voïvodie de Ciechanów, voïvodie de Cracovie, voïvodie de Lublin, voïvodie de Mazovie, voïvodie de Podlasie, voïvodie de Sandomierz, voïvodie de Varsovie, Voïvodie de Włodzimierz et Voïvodie de Volhynie.
- au grand-duché : voïvodie de Brasław, voïvodie de Brześć, voïvodie de Grodno, voïvodie de Merecz, voïvodie de Nowogródek, voïvodie de Troki, voïvodie de Wilno, voïvodie de Samogitie.

## Magnaterie

Les domaines des principales familles de magnats polono-lituaniens.

La « magnaterie » (en polonais magnateria) désigne l'ensemble des grands magnats de Pologne-Lituanie. Ces très grands seigneurs, membres de la haute noblesse, possédaient d'immenses domaines, notamment à l'Est de la République. Disposant d'armées privées et uniques souverains de leurs serfs et des villes et des terres qui se trouvaient sur leurs domaines, ils étaient plus ou moins indépendants du pouvoir central, ce qui faisait qu'on les surnommait parfois les « roitelets » (królewięta),. Leurs domaines constituaient donc un réseau parallèle de subdivisions du territoire polono-lituanien, les plus grands ayant une surface comparable à celle des voïvodies officielles. Cependant, ces domaines ne constituaient pas à proprement parler de subdivisions officielles ou politiquement pertinentes de la République ; aussi ne les mentionne-t-on ici qu'à titre de curiosité.

## Divisions proposées

### Commonwealth polono-lituanien-ruthène
La création d'un grand-duché de Ruthénie a été envisagée à plusieurs reprises, notamment lors de l'insurrection cosaque de 1648 contre la domination polonaise en Ukraine. Un tel duché, tel que proposé dans le traité de Hadiach de 1658, aurait été membre à part entière du Commonwealth, qui serait alors devenu une république tripartite de Pologne-Lituanie-Ruthénie ; mais, en raison du refus de la szlachta, de l'invasion moscovite, et des dissensions entre les Cosaques, le plan n'a jamais été mis en œuvre.